# Turó de Fleco
El Turó de Fleco és una muntanya de 1.497,1 metres d'altitud que es troba a cavall dels termes municipals d'Alins i de la Vall de Cardós (antic terme de Ribera de Cardós), a la comarca del Pallars Sobirà.
És a la zona de llevant del terme de Vall de Cardós i a la de ponent del d'Alins, al nord del Roc de Sant Miquel, a l'extrem meridional de la Serra de Niarte. És bastant a prop, a l'oest-nord-oest, del poble d'Araós.